# Malmö Arena
La Malmö Arena o Hyllie Arena è un'arena sportiva situata a Malmö, in Svezia, nel quartiere di Hyllie.

## Eventi
La Malmö Arena ospita le partite di hockey dei Malmö Redhawks, rimpiazzando così il vecchio stadio Malmö Isstadion.
Britney Spears si è esibita nell'arena l'11 ottobre 2011 durante il Femme Fatale Tour e Rihanna si sarebbe dovuta esibire il 31 ottobre 2011 ma il concerto fu annullato per motivi di salute della cantante.
Nell'arena si sono tenute più volte le semifinali del Melodifestivalen, il concorso nazionale svedese per scegliere il rappresentante all'Eurovision Song Contest. Le semifinali tenutesi alla Malmö Arena sono state nel 2009, 2010, 2011 e 2012.
Inoltre, l'arena ha accolto la finale de campionato mondiale maschile di pallamano 2011 e le finali della stagione 2010-11 e 2011-12 del campionato svedese di pallamano maschile.
La Malmö Arena è stata scelta per ospitare due edizioni dell'Eurovision Song Contest: la prima volta nel 2013, con la vittoria della Danimarca e successivamente, una seconda volta nel 2024, anno in cui la vittoria fu conquistata dalla Svizzera.

## Galleria d'immagini

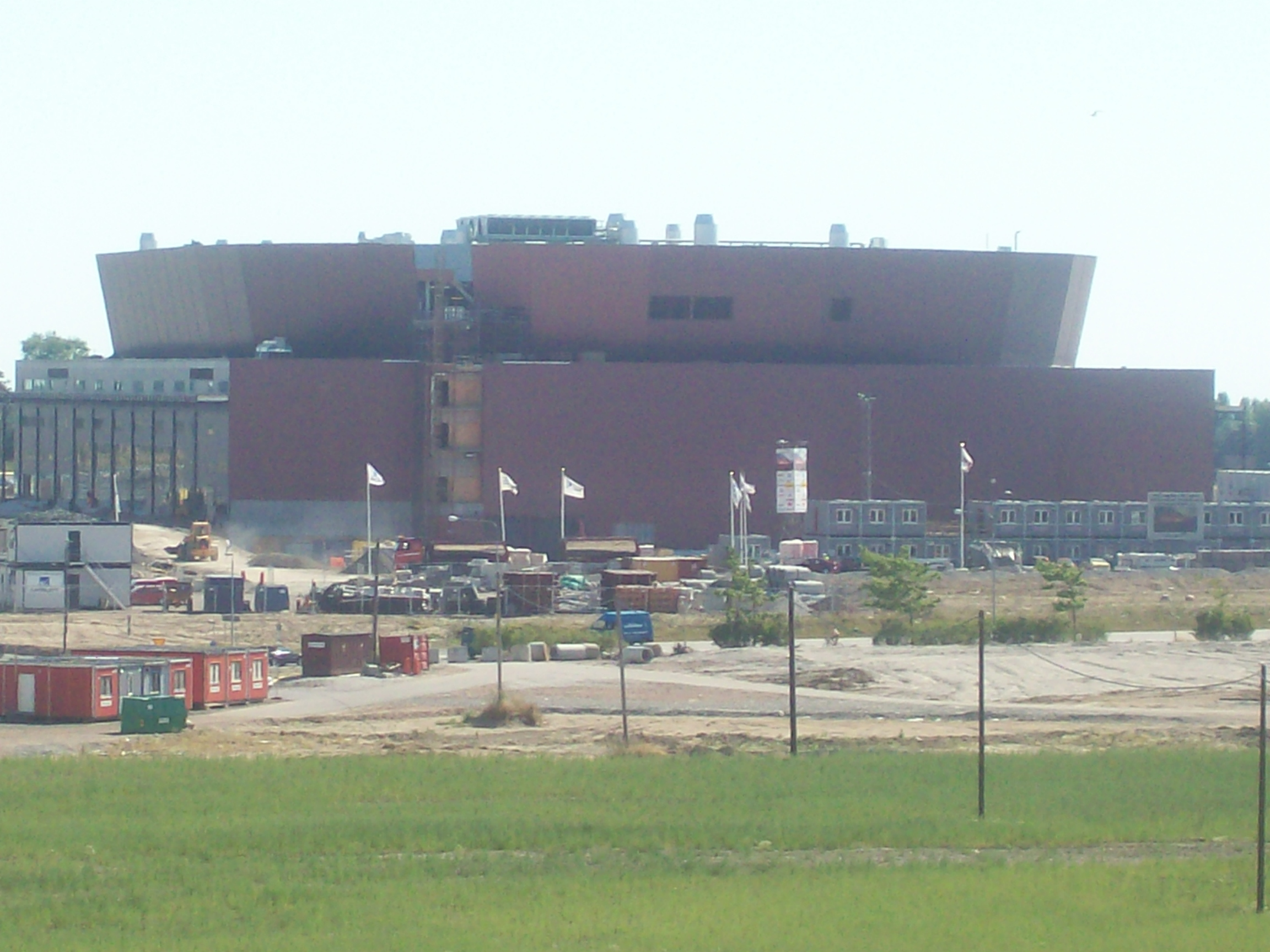
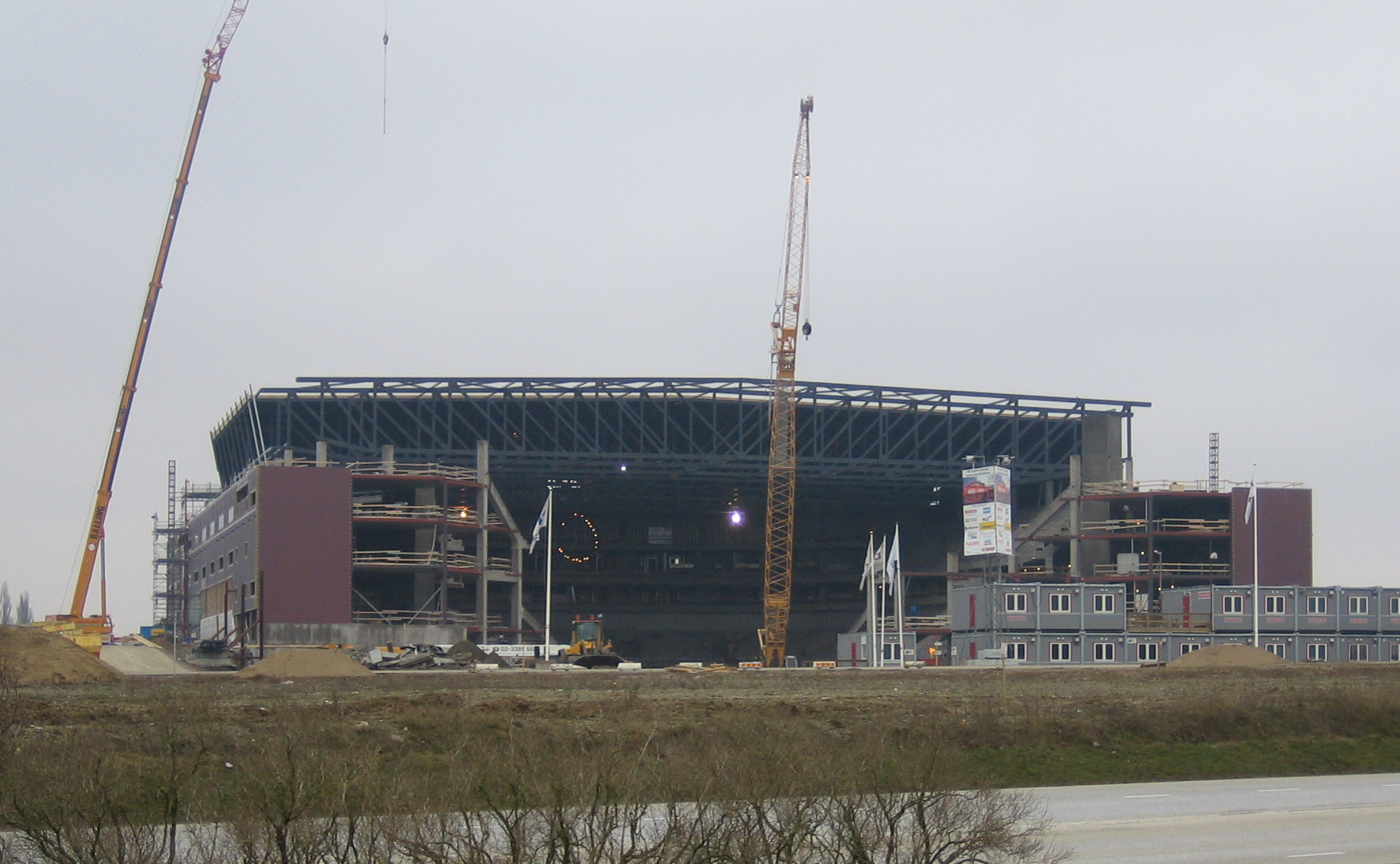
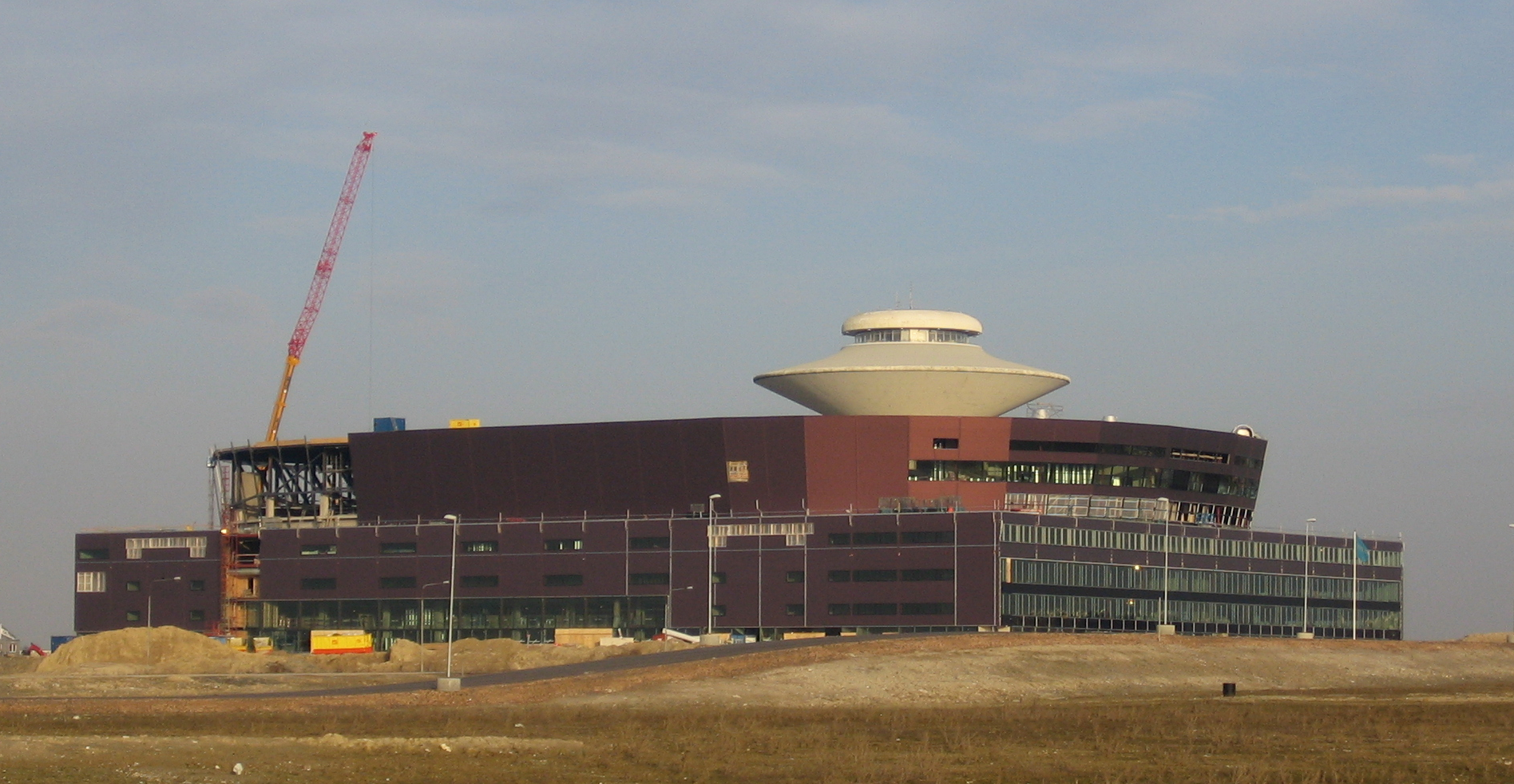
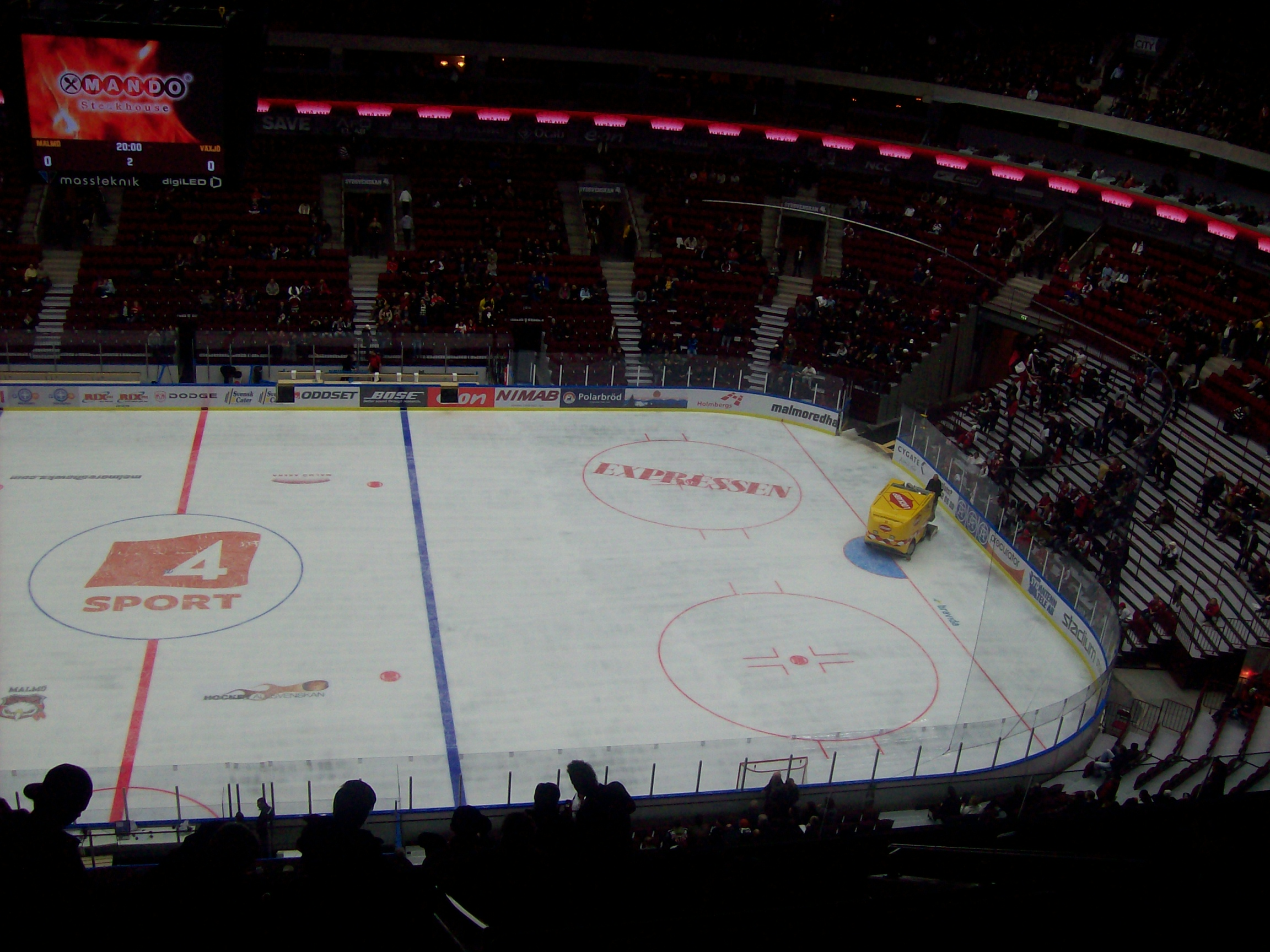